# SIXTEEN GIRL
「SIXTEEN GIRL」（シックスティーン ガール）は、日本のロックバンド・KELUNの1作目のシングル。

## 解説
初回プレス盤はオリジナルステッカー封入。

## 収録曲
1. SIXTEEN GIRL
作詞：KELUN/jam 作曲/編曲：KELUN
  - テレビ東京系『JAPAN COUNTDOWN』2008年2月度オープニングテーマ
  - 日本テレビ系『音楽戦士 MUSIC FIGHTER』2008年2月度エンディングテーマ
2. 少年イカロス
作詞：Ryosuke Kojima 作曲/編曲：KELUN